# Ampheraster chiroplus
Ampheraster chiroplus is een zeester uit de familie Pedicellasteridae.
De wetenschappelijke naam van de soort werd in 1928 gepubliceerd door Walter Kenrick Fisher.